# Nicol David
Datuk Nicol Ann David (* 26. August 1983 in Penang) ist eine ehemalige malaysische Squashspielerin. Sie ist mit acht Titeln Rekord-Weltmeisterin und war neun Jahre ununterbrochen Nummer eins der Weltrangliste.

## Leben
Nicol David ist die Tochter von Ann Marie, einer Lehrerin mit chinesischen Vorfahren, und von Desmond, einem Ingenieur mit indischen Vorfahren. Sie hat außerdem zwei Schwestern. Sie absolvierte ihren Realschulabschluss (Sijil Pelajaran Malaysia) mit sieben Einsen. Die University of Nottingham verlieh Nicol 2007 ehrenhalber einen Master of Arts. Aufgrund ihrer sportlichen Erfolge erhielt David außerdem zahlreiche nationale Auszeichnungen und Ehrungen. Insgesamt neunmal wurde sie zur malaysischen Sportlerin des Jahres gewählt. 2019 erhielt sie einen Ehrendoktor in Sportwissenschaften der Science University Malaysia.

## Karriere
Im Alter von fünf Jahren begann Nicol David mit Squash. Bereits in ihrer Juniorenkarriere gewann sie zahlreiche Turniere, darunter 1999 und 2001 den Weltmeistertitel. Ihren ersten Titel auf der Profitour gewann sie am 28. Februar 2000 bei den Finnish Open. Seither gewann Nicol David auf der WSA und PSA World Tour 81 Titel und stand in 21 weiteren Finals. 2005 gewann sie erstmals die Weltmeisterschaft der Aktiven gegen Rachael Grinham und verteidigte diesen Titel auch 2006 gegen Natalie Grinham. Während ihr 2007 der Finaleinzug verwehrt blieb, gewann Nicol David von 2008 bis 2012 sämtliche Weltmeistertitel. Sie wurde mit ihrem Sieg 2011 zur alleinigen Rekordhalterin und löste damit Sarah Fitz-Gerald ab. 2014 gewann sie ihren achtel Titel. Mit der malaysischen Nationalmannschaft gewann sie zwischen 2006 und 2010 dreimal Bronze bei den alle zwei Jahre ausgetragenen Mannschaftsweltmeisterschaften. 2014 wurde sie mit der Mannschaft Vizeweltmeister. Die renommierten British Open gewann sie fünfmal.
Im Januar 2006 kletterte Nicol David als erste Asiatin auf Platz eins der Weltrangliste. Sie verlor die Position schon im Monat darauf an Vanessa Atkinson, eroberte die Position aber im August 2006 wieder zurück. Von Oktober 2007 bis März 2009 war Nicol David ungeschlagen, sie gewann 56 Spiele in Folge. Von August 2006 bis August 2015 war Nicol David auf der Spitzenposition der Weltrangliste, also neun Jahre in Folge. Raneem El Weleily löste sie im September 2015 ab.
Neben ihren Weltmeistertiteln und zahllosen Turniersiegen auf der Profitour hat Nicol David auch bei anderen Großereignissen Erfolge feiern können. Bei den Commonwealth Games gewann sie jeweils Silber 2002 und Bronze 2010 im Mixed mit Ong Beng Hee, 2010 und 2014 gewann sie außerdem jeweils die Goldmedaille im Einzel. Bei den World Games 2005, 2009 und 2013 gewann sie ebenfalls jeweils Gold im Einzel. Auch bei den Asienspielen war Nicol David sehr erfolgreich: Im Einzel gewann sie fünfmal Gold (1998, 2006, 2010, 2014, 2018) und einmal Silber (2002), mit der malaysischen Nationalmannschaft gewann sie 2010 und 2014 zudem Mannschafts-Gold. Bei den Asienmeisterschaften gewann sie acht Einzel- und vier Mannschaftstitel. Bei den malaysischen Landesmeisterschaften gewann sie in den Jahren 2010, 2011, 2013 und 2017 den Titel.
2011 wurde sie in die World Squash Hall of Fame aufgenommen. Im Februar 2019 kündigte sie ihr Karriereende zum Saisonende an und spielte schließlich bei den British Open im Mai ihre letzte Profipartie.

## Erfolge
- Weltmeister: 8 Titel (2005, 2006, 2008, 2009, 2010, 2011, 2012, 2014)
- Vizeweltmeister mit der Mannschaft: 2014
- Asienmeister im Einzel: 9 Titel (1998–2011, 2015)
- Asienmeister mit der Mannschaft: 5 Titel (2002–2008, 2014)
- Gewonnene PSA-Titel: 81
- 112 Monate Weltranglistenerste
- Asienspiele: 7 × Gold (Einzel 1998, 2006, 2010, 2014, 2018; Mannschaft 2010 und 2014), 1 × Silber (Einzel 2002), 1 × Bronze (Mannschaft 2018)
- World Games: 3 × Gold (2005, 2009, 2013)
- Commonwealth Games: 2 × Gold (Einzel 2010 und 2014), 1 × Silber (Mixed 2002), 1 × Bronze (Mixed 2010)
- Malaysischer Meister: 4 Titel (2010, 2011, 2013, 2017)
- Malaysische Sportlerin des Jahres: 1999, 2003, 2005–2010, 2013

## PSA World Tour
| Legende (Anzahl der Titel)                             |
| Weltmeisterschaft (8)                                  |
| PSA World Tour Finals (2)                              |
| PSA World Tour Platinum WSA World Series WSA Gold (58) |
| PSA World Tour WSA Silver (10)                         |
| WSA Tour (3)                                           |

### Turniersiege
| Nr. | Datum              | Ort                 | Turnier                                  | Finalgegner       | Ergebnis                       |
| --- | ------------------ | ------------------- | ---------------------------------------- | ----------------- | ------------------------------ |
| 1.  | 28. Februar 2000   | Mikkeli             | Savcor Finnish Open                      | Salma Shabana     | 9:1, 9:0, 9:5                  |
| 2.  | 30. Juli 2000      | Kuala Lumpur        | KL Open (1)                              | Elin Blikra       | 9:2, 9:5, 9:5                  |
| 3.  | 3. Februar 2002    | Kuala Lumpur        | Rohas-Euco KL Open (2)                   | Ellen Petersen    | 9:2, 9:7, 8:10, 9:4            |
| 4.  | 6. Februar 2005    | Kuala Lumpur        | Country View KL Open (3)                 | Annelize Naudé    | 9:4, 9:2, 9:0                  |
| 5.  | 12. März 2005      | Kuwait              | Sheikha Al Saad Kuwait Open              | Natalie Grainger  | 4:9, 9:6, 9:7, 10:8            |
| 6.  | 5. Juni 2005       | Almere              | Dutch Open (1)                           | Linda Elriani     | 4:9, 2:9, 9:3, 9:3, 9:3        |
| 7.  | 30. Juli 2005      | Kuala Lumpur        | CIMB Malaysian Open (1)                  | Vanessa Atkinson  | 3:9, 9:3, 1:9, 9:1, 9:4        |
| 8.  | 17. Oktober 2005   | Manchester          | Dunlop British Open (1)                  | Natalie Grinham   | 9:6, 9:7, 9:6                  |
| 9.  | 30. Oktober 2005   | New York City       | Carol Weymuller Open (1)                 | Natalie Grinham   | 5:9, 9:6, 9:4, 9:3             |
| 10. | 4. Dezember 2005   | Hongkong            | Weltmeisterschaft (1)                    | Rachael Grinham   | 8:10, 9:2, 9:6, 9:7            |
| 11. | 9. Juli 2006       | Hyderabad           | Qatar Airways Challenge                  | Rachael Grinham   | 4:9, 9:5, 9:0, 9:0             |
| 12. | 30. Juli 2006      | Kuala Lumpur        | CIMB Malaysian Open (2)                  | Tania Bailey      | 9:4, 9:6, 2:9, 5:9, 9:3        |
| 13. | 5. August 2006     | Penang              | Hotel Equatorial Penang Open             | Rachael Grinham   | 9:6, 9:6, 5:9, 9:3             |
| 14. | 18. September 2006 | Nottingham          | Dunlop British Open (2)                  | Rachael Grinham   | 9:4, 9:1, 9:4                  |
| 15. | 22. Oktober 2006   | Hongkong            | Hong Kong Open (1)                       | Tania Bailey      | 9:2, 10:8, 9:5                 |
| 16. | 26. November 2006  | Belfast             | Weltmeisterschaft (2)                    | Natalie Grinham   | 1:9, 9:7, 3:9, 9:5, 9:2        |
| 17. | 17. März 2007      | Kuala Lumpur        | CIMB KL Open (4)                         | Natalie Grinham   | 6:9, 9:3, 9:6, 7:9, 9:6        |
| 18. | 11. April 2007     | Kuwait              | Sheikha Al Saad Kuwait Open (2)          | Natalie Grinham   | 9:6, 10:8, 2:9, 9:1            |
| 19. | 17. April 2007     | Doha                | Qatar Classic (1)                        | Natalie Grinham   | 9:7, 2:9, 9:7, 9:2             |
| 20. | 28. Juli 2007      | Kuala Lumpur        | CIMB Malaysian Open (3)                  | Tania Bailey      | 9:4, 9:3, 9:2                  |
| 21. | 4. August 2007     | Singapur            | CIMB Singapore Masters (1)               | Natalie Grinham   | 9:6, 9:5, 9:5                  |
| 22. | 2. September 2007  | Amsterdam           | Dutch Open (2)                           | Rachael Grinham   | 9:4, 9:1, 9:6                  |
| 23. | 3. November 2007   | Doha                | Qatar Classic (2)                        | Natalie Grainger  | 9:6, 9:4, 10:9                 |
| 24. | 11. November 2007  | Hongkong            | Hong Kong Open (2)                       | Natalie Grinham   | 9:3, 9:5, 10:8                 |
| 25. | 4. Februar 2008    | Rye                 | Apawamis Open                            | Natalie Grinham   | 9:1, 9:6, 6:6 Aufgabe          |
| 26. | 8. März 2008       | Kuala Lumpur        | CIMB KL Open (5)                         | Natalie Grinham   | 9:4, 9:2, 9:2                  |
| 27. | 12. Mai 2008       | Liverpool           | Dunlop British Open (3)                  | Jenny Duncalf     | 9:1, 10:8, 9:0                 |
| 28. | 7. Juni 2008       | Seoul               | Seoul Open (1)                           | Rachael Grinham   | 9:5, 10:9, 9:6                 |
| 29. | 26. Juli 2008      | Kuala Lumpur        | CIMB Malaysia Open (4)                   | Natalie Grinham   | 11:1, 11:4, 11:6               |
| 30. | 2. August 2008     | Singapur            | Singapore Masters (2)                    | Rachael Grinham   | 8:11, 11:3, 11:5, 11:8         |
| 31. | 7. September 2008  | Amsterdam           | Dutch Open (3)                           | Natalie Grinham   | 11:9, 11:9, 11:4               |
| 32. | 19. Oktober 2008   | Manchester          | Weltmeisterschaft (3)                    | Vicky Botwright   | 5:11, 11:1, 11:6, 11:9         |
| 33. | 31. Oktober 2008   | Doha                | Qatar Classic (3)                        | Natalie Grinham   | 11:7, 11:3, 11:9               |
| 34. | 23. November 2008  | Hongkong            | Hong Kong Open (3)                       | Rachael Grinham   | 14:12, 11:13, 11:8, 11:8       |
| 35. | 10. Mai 2009       | Grand Cayman        | Cayman Islands Open (1)                  | Natalie Grainger  | 11:8, 11:6, 11:5               |
| 36. | 17. Mai 2009       | Plano               | Texas Open                               | Natalie Grainger  | 7:11, 12:10, 11:5, 11:6        |
| 37. | 7. Juni 2009       | Seoul               | BBQ Seoul Open (2)                       | Jenny Duncalf     | 11:6, 3:11, 11:6, 11:4         |
| 38. | 1. August 2009     | Kuala Lumpur        | CIMB Malaysian Open (5)                  | Alison Waters     | 11:6, 11:8, 9:11, 11:7         |
| 39. | 8. August 2009     | Singapur            | CIMB Singapore Masters (3)               | Natalie Grinham   | 11:9, 11:8, 11:9               |
| 40. | 27. September 2009 | Amsterdam           | Weltmeisterschaft (4)                    | Natalie Grinham   | 3:11, 11:6, 11:3, 11:8         |
| 41. | 18. Oktober 2009   | Hongkong            | Hong Kong Open (4)                       | Omneya Abdel Kawy | 11:4, 11:7, 11:7               |
| 42. | 7. März 2010       | Chennai             | Chennai Open                             | Jenny Duncalf     | 11:6, 11:4, 11:6               |
| 43. | 20. März 2010      | Kuala Lumpur        | CIMB KL Open (6)                         | Omneya Abdel Kawy | 11:4, 11:2, 13:11              |
| 44. | 17. April 2010     | Grand Cayman        | Cayman Islands Open (2)                  | Jenny Duncalf     | 11:8, 11:8, 11:4               |
| 45. | 24. Juli 2010      | Kuala Lumpur        | CIMB Malaysian Open (6)                  | Jenny Duncalf     | 11:6, 6:11, 11:7, 10:12, 11:5  |
| 46. | 31. Juli 2010      | Singapur            | CIMB Singapore Masters (4)               | Alison Waters     | 18:16, 11:9, 12:10             |
| 47. | 27. August 2010    | Hongkong            | Hong Kong Open (5)                       | Jenny Duncalf     | 11:6, 12:10, 12:10             |
| 48. | 22. September 2010 | Scharm asch-Schaich | Weltmeisterschaft (5)                    | Omneya Abdel Kawy | 11:5, 11:8, 11:6               |
| 49. | 24. Oktober 2010   | Toluca de Lerdo     | Torneo International Bicentenario Mexico | Rachael Grinham   | 12:10, 11:4, 11:5              |
| 50. | 12. November 2010  | Doha                | Qatar Classic (4)                        | Rachael Grinham   | 11:5, 11:8, 11:9               |
| 51. | 20. März 2011      | Kuala Lumpur        | CIMB KL Open (7)                         | Madeline Perry    | 11:6, 11:6, 11:2               |
| 52. | 9. April 2011      | Grand Cayman        | Cayman Islands Open (3)                  | Jenny Duncalf     | 11:7, 11:6, 12:14, 11:4        |
| 53. | 23. Juli 2011      | Kuala Lumpur        | CIMB Malaysian Open (7)                  | Jenny Duncalf     | 11:6, 12:10, 11:5              |
| 54. | 14. August 2011    | Canberra            | Australian Open (1)                      | Jenny Duncalf     | 11:8, 11:4, 11:6               |
| 55. | 21. Oktober 2011   | Doha                | Qatar Classic (5)                        | Madeline Perry    | 11:2, 11:7, 11:3               |
| 56. | 6. November 2011   | Rotterdam           | Weltmeisterschaft (6)                    | Jenny Duncalf     | 11:2, 11:5, 11:0               |
| 57. | 20. November 2011  | Hongkong            | Hong Kong Open (6)                       | Raneem El Weleily | 11:5, 11:4, 11:9               |
| 58. | 8. Januar 2012     | London              | World Series Finals (1)                  | Laura Massaro     | 11:3, 11:2, 11:9               |
| 59. | 1. Februar 2012    | Cleveland           | Cleveland Classic (1)                    | Laura Massaro     | 7:11, 12:10, 11:7, 11:8        |
| 60. | 31. März 2012      | Kuala Lumpur        | CIMB Nicol David KL Open (8)             | Annie Au          | 11:4, 12:10, 11:9              |
| 61. | 20. Mai 2012       | London              | Allam British Open (4)                   | Nour El Sherbini  | 11:6, 11:6, 11:6               |
| 62. | 19. August 2012    | Canberra            | Australian Open (2)                      | Laura Massaro     | 17:15, 11:2, 11:6              |
| 63. | 12. Oktober 2012   | Philadelphia        | US Open (1)                              | Raneem El Weleily | 14:12, 8:11, 11:7, 11:7        |
| 64. | 2. Dezember 2012   | Hongkong            | Hong Kong Open (7)                       | Camille Serme     | 11:9, 11:6, 8:11, 11:7         |
| 65. | 22. Dezember 2012  | Grand Cayman        | Weltmeisterschaft (7)                    | Laura Massaro     | 11:6, 11:8, 11:6               |
| 66. | 6. Januar 2013     | London              | World Series Finals (2)                  | Laura Massaro     | 11:3, 11:2, 11:9               |
| 67. | 15. September 2013 | Petaling Jaya       | CIMB Malaysian Open (8)                  | Raneem El Weleily | 11:8, 11:7, 11:6               |
| 68. | 6. Oktober 2013    | New York City       | Carol Weymuller Open (2)                 | Camille Serme     | 12:10, 11:2, 11:5              |
| 69. | 18. Oktober 2013   | Philadelphia        | US Open (2)                              | Laura Massaro     | 13:11, 11:13, 7:11, 11:8, 11:5 |
| 70. | 27. Oktober 2013   | Shanghai            | China Squash Open                        | Raneem El Weleily | 8:11, 6:11, 11:7, 11:7, 11:8   |
| 71. | 8. Dezember 2013   | Hongkong            | Hong Kong Open (8)                       | Raneem El Weleily | 11:7, 11:7, 12:10              |
| 72. | 24. Januar 2014    | New York City       | Tournament of Champions                  | Laura Massaro     | 11:4, 13:11, 11:8              |
| 73. | 4. Februar 2014    | Cleveland           | Cleveland Classic (2)                    | Annie Au          | 13:11, 11:5, 11:6              |
| 74. | 18. Mai 2014       | Kingston upon Hull  | Allam British Open (5)                   | Laura Massaro     | 8:11, 11:5, 11:7, 11:8         |
| 75. | 31. August 2014    | Hongkong            | Hong Kong Open (9)                       | Nour El Tayeb     | 11:4, 12:10, 11:8              |
| 76. | 18. Oktober 2014   | Philadelphia        | US Open (3)                              | Nour El Sherbini  | 11:5, 12:10, 12:10             |
| 77. | 26. Oktober 2014   | Macau               | Macau Open                               | Raneem El Weleily | 11:8, 11:2, 11:8               |
| 78. | 20. Dezember 2014  | Kairo               | Weltmeisterschaft (8)                    | Raneem El Weleily | 5:11, 11:8, 7:11, 14:12, 11:5  |
| 79. | 6. Februar 2015    | Cleveland           | Cleveland Classic (3)                    | Raneem El Weleily | 11:5, 11:9, 11:4               |
| 80. | 6. Dezember 2015   | Hongkong            | Hong Kong Open (10)                      | Laura Massaro     | 15:13, 11:5, 11:3              |
| 81. | 11. März 2017      | Floridablanca       | Ciudad de Floridablanca                  | Olivia Blatchford | 11:3, 11:4, 11:8               |

### Finalteilnahmen
| Nr. | Datum              | Ort                | Turnier                                      | Finalgegnerin     | Ergebnis                      |
| --- | ------------------ | ------------------ | -------------------------------------------- | ----------------- | ----------------------------- |
| 1.  | 19. April 1998     | Kuala Lumpur       | Milo Open 1998                               | Janie Thacker     | 5:9, 4:9 Aufgabe              |
| 2.  | 4. Juli 1999       | Kuala Lumpur       | KL Open 1999                                 | Carol Owens       | 0:9, 2:9, 5:9                 |
| 3.  | 16. April 2000     | Kuala Lumpur       | Milo Open 2000                               | Rachael Grinham   | 2:9, 4:9, 6:9                 |
| 4.  | 24. Juni 2000      | Kuala Lumpur       | YTL Open 2000                                | Carol Owens       | 1:9, 5:9, 2:9                 |
| 5.  | 16. März 2001      | Toronto            | DMC Open 2001                                | Rachael Grinham   | 4:9, 2:9, 4:9                 |
| 6.  | 23. August 2003    | Kuala Lumpur       | Mulpha-Head Malaysian Open (1)               | Cassie Jackman    | 5:9, 9:1, 4:9, 7:9            |
| 7.  | 23. August 2003    | Monte Carlo        | Monte Carlo Classic                          | Linda Charman     | 10:8, 1:9, 6:9, 1:9           |
| 8.  | 15. Februar 2004   | Kuala Lumpur       | Malaysian Airlines KL Open (1)               | Vanessa Atkinson  | 0:9, 7:9, 9:1, 2:9            |
| 9.  | 24. Juli 2004      | Kuala Lumpur       | Malaysian Open (2)                           | Vanessa Atkinson  | 2:9, 4:9, 0:9                 |
| 10. | 21. November 2004  | Shanghai           | Shanghai WISPA WorldStars                    | Cassie Jackman    | 2:9, 3:9, 0:9                 |
| 11. | 6. Februar 2006    | Rye                | Apawamis Open                                | Vanessa Atkinson  | 6:9, 2:9, 10:9, 7:9           |
| 12. | 18. Februar 2006   | Kuala Lumpur       | CIMB KL Open (2)                             | Vanessa Atkinson  | 7:9, 9:4, 1:9, 3:9            |
| 13. | 28. April 2007     | Seoul              | Seoul Open                                   | Natalie Grinham   | 4:9, 4:9, 0:9                 |
| 14. | 24. September 2007 | Manchester         | British Open                                 | Rachael Grinham   | 9:7, 9:4, 3:9, 8:10, 1:9      |
| 15. | 7. März 2009       | Kuala Lumpur       | CIMB KL Open Championship (3)                | Natalie Grainger  | 8:11, 12:10, 7:11, 11:5, 6:11 |
| 16. | 2. Februar 2011    | Cleveland          | WISPA Cleveland Classic (1)                  | Laura Massaro     | 9:11, 7:11, 11:9, 8:11        |
| 17. | 15. September 2012 | Kuala Lumpur       | CIMB Malaysian Open Squash Championships (3) | Raneem El Weleily | 10:12, 13:11, 6:11, 2:11      |
| 18. | 5. Februar 2013    | Cleveland          | Cleveland Classic (2)                        | Raneem El Weleily | 11:3, 5:11, 11:9, 5:11, 9:11  |
| 19. | 26. Mai 2013       | Kingston upon Hull | Allam British Open (2)                       | Laura Massaro     | 4:11, 11:3, 10:12, 7:11       |
| 20. | 4. März 2015       | Chicago            | Guggenheim Partners Windy City Open          | Raneem El Weleily | 16:14, 10:12, 7:11, 7:11      |
| 21. | 30. September 2017 | San Francisco      | Oracle Netsuite Open                         | Sarah-Jane Perry  | 11:8, 11:8, 7:11, 12:14, 7:11 |